# 213 Dywizja Bezpieczeństwa
213 Dywizja Bezpieczeństwa (niem. 213. Sicherungs Division) – niemiecki związek taktyczny Wehrmachtu podczas II wojny światowej.
Dywizja została sformowana 15 marca 1941 w obozie ćwiczebnym w Neuhammer na Górnym Śląsku na bazie 213 Dywizji Piechoty. Na jej czele stanął gen. por. René de l'Homme de Courbière. Pod koniec czerwca tego roku przeniesiono ją na południowy odcinek frontu wschodniego. Dywizja działała na tyłach frontu, zwalczając partyzantkę, ochraniając linie komunikacyjne, obiekty militarne itp. Od 18 sierpnia dowództwo pełnił gen. por. Aleksander Göschen. Jesienią 1943 dywizja toczyła ciężkie walki z Armią Czerwoną w rejonie Kijowa, zaś na początku 1944 poniosła bardzo duże straty w tzw. Worku Czerkaskim. W rezultacie resztki dywizji odesłano na odpoczynek i uzupełnienie. 
Od końca maja 1944 w ramach operacji Sturmwind I i Sturmwind II brała udział w walkach przeciw oddziałom partzantki polskiej i partyzantki radzieckiej broniących się m.in. na terenie Lasów Janowskich i Puszczy Solskiej.
W lipcu tego roku powróciła na centralny odcinek front wschodniego.
Na początku września została rozformowana.

## Dowódcy dywizji
- gen. por. René de l'Homme de Courbière
- gen. por. Aleksander Goeschen[1].

## Struktura organizacyjna
- 318 Pułk Bezpieczeństwa
- 177 Pułk Bezpieczeństwa
- 180 Pułk Bezpieczeństwa
- III Batalion 6 Pułku Policyjnego
- 703 Batalion Ochrony
- 213 Kozacki Oddział Kawalerii
- 318 Wschodni Batalion Pionierów
- 287 Dywizyjny Oddział Łączności